# Тодор Димитров Пиронков
Вижте пояснителната страница за други личности с името Тодор Пиронков.
Тодор Димитров Пиро̀нков е български цирков артист.

## Биография
Роден е на 17 февруари 1945 г. в семейството на цирковия артист Димитър Пиронков. Негов дядо е цирковият артист Тодор Иванов Пиронков През 1968 г. завършва режисура в Държавния институт за театрално изкуство в Москва.
От 1951 г. изпълнява циркови номера в трупата на баща си. Участва в „Икарийски игри“, „Ексцентрик“, „Акробатика“, „Руска люлка“ и „Акробатика с трамплин“.